# Velika nagrada Sirakuz 1961
Velika nagrada Sirakuz 1961 je bila osma neprvenstvena dirka Formule 1 v sezoni 1961. Odvijala se je 25. aprila 1961 v Sirakuzah na Siciliji. Giancarlo Baghetti je zmagal v močni konkurenci z dirkalnikom Ferrari 156 na svoji prvi dirki Formule 1, kar ni uspelo nobenemu drugemu dirkaču.

## Dirka
| Poz | Dirkač              | Moštvo                     | Konstruktor       | Čas/Odstop              | Št. mesto |
| --- | ------------------- | -------------------------- | ----------------- | ----------------------- | --------- |
| 1   | Giancarlo Baghetti  | FISA                       | Ferrari           | 1.50:08.2               | 2         |
| 2   | Dan Gurney          | Porsche System Engineering | Porsche           | + 5.0 s                 | 1         |
| 3   | Jo Bonnier          | Porsche System Engineering | Porsche           | 55 krogov               | 6         |
| 4   | Jack Brabham        | Cooper Car Company         | Cooper-Climax     | 55 krogov               | 5         |
| 5   | Roy Salvadori       | Yeoman Credit Racing Team  | Cooper-Climax     | 55 krogov               | 8         |
| 6   | Jim Clark           | Team Lotus                 | Lotus-Climax      | 53 krogov               | 12        |
| 7   | Lorenzo Bandini     | Scuderia Centro Sud        | Cooper-Maserati   | 53 krogov               | 10        |
| 8   | Stirling Moss       | Rob Walker Racing Team     | Lotus-Climax      | 52 krogov               | 7         |
| NC  | Graham Hill         | Owen Racing Organisation   | BRM-Climax        | 52 krogov               | 4         |
| 9   | Menato Boffa        | Menato Boffa               | Cooper-Climax     | 49 krogov               | 17        |
| 10  | Wolfgang Seidel     | Scuderia Colonia           | Lotus-Climax      | 49 krogov               | 19        |
| 11  | Willy Mairesse      | Equipe Nationale Belge     | Emeryson-Maserati | 42 krogov               | 16        |
| 12  | Renato Pirocchi     | Pescara Racing Club        | Cooper-Climax     | 37 krogov               | 18        |
| Ods | Innes Ireland       | Team Lotus                 | Lotus-Climax      | Trčenje                 | 9         |
| Ods | Massimo Natili      | Scuderia Centro Sud        | Cooper-Maserati   | Motor                   | 13        |
| Ods | Maurice Trintignant | Scuderia Serenissima       | Cooper-Maserati   | Bat                     | 15        |
| Ods | Tony Brooks         | Owen Racing Organisation   | BRM-Climax        |                         | 14        |
| Ods | John Surtees        | Yeoman Credit Racing Team  | Cooper-Climax     | Črpalka za gorivo       | 3         |
| Ods | Olivier Gendebien   | Equipe Nationale Belge     | Emeryson-Maserati | Menjalnik               | 11        |
| DNQ | Ernesto Prinoth     | Scuderia Dolomiti          | Lotus-Climax      |                         | -         |
| DNQ | Giuseppe Maugeri    | Giuseppe Maugeri           | Cooper-Climax     |                         | -         |
| DNQ | Gino Munaron        | Gino Munaron               | Cooper-Alfa Romeo |                         | -         |
| WD  | Cliff Allison       | UDT Laystall Racing Team   | Lotus-Climax      |                         | -         |
| WD  | Bruce McLaren       | Cooper Car Company         | Cooper-Climax     |                         | -         |
| WD  | Richie Ginther      | SEFAC Ferrari              | Ferrari           | Nepripravljen dirkalnik | -         |
| WD  | Giorgio Scarlatti   | Scuderia Serenissima       | Cooper-Climax     | Nepripravljen dirkalnik | -         |
| WD  | Henry Taylor        | UDT Laystall Racing Team   | Lotus-Climax      |                         | -         |